# Trois Femmes puissantes
Trois Femmes puissantes est un roman de Marie NDiaye paru le 20 août 2009 aux éditions Gallimard et ayant reçu le prix Goncourt la même année.

## Historique
Marie NDiaye dédie son roman Trois Femmes puissantes à ses enfants Laurène, Silvère et Romaric. Le 2 novembre 2009, ce roman reçoit le prix Goncourt dès le premier tour, fait rare, par cinq voix contre deux pour La Vérité sur Marie de Jean-Philippe Toussaint, et une voix pour Les Heures souterraines de Delphine de Vigan,. Le roman était largement favori pour obtenir le prix dès la première sélection du jury connue. Il est l'une des meilleures ventes de la rentrée littéraire 2009.
En 2013, des passages du roman sont adaptés et lus dans le film-documentaire Notre monde de Thomas Lacoste[pertinence contestée].

## Résumé
Ce roman composé de trois récits est l'histoire de trois femmes, Nora, Fanta et Khady, qui disent « Non » à l'humiliation et « Oui » à la vie.
Le premier récit est fortement inspiré de la propre histoire de l'autrice, dont le père, sénégalais, a quitté sa famille lorsqu'elle avait un an. Les premier et troisième récits se déroulent essentiellement à Dakar, le deuxième en Gironde où Marie Ndiaye, son mari Jean-Yves Cendrey et leurs enfants ont une maison.

### Première histoire
Norah vit en France avec sa fille Lucie et son nouveau compagnon Jakob qui a lui aussi une fille Grete. Nora est avocate. Elle a une sœur et un frère, Sony.
Elle avait 9 ans lorsque son père a quitté sa femme et ses filles mais en emmenant Sony au Sénégal. Elle ne reverra son père et son frère, pour la première fois, que quelques années plus tard quand elle partira en vacances au Sénégal. 
Adulte, son père qu'elle n'a pas vu depuis de nombreuses années lui demande de le rejoindre à Dakar, ce qu'elle accepte. Elle gardait de son père l'image d'un homme dur, distant avec ses filles, se préoccupant de son apparence et ayant pour objectif son enrichissement personnel. Il invite de nombreux amis et membres de sa famille dans son immense maison. Lorsqu'elle retrouve son père, elle le trouve étrange, il est bedonnant, ne se lave pas et semble un peu fou. Il vit presque seul, avec un serviteur et une nourrice, Khady Demba, et deux petites jumelles qui sont censées être les demi-sœurs de Norah. Elle découvre que son père l'a faite venir car son frère Sony est en prison pour le meurtre de sa belle-mère et qu'il veut qu'elle le fasse sortir de détention. Elle va visiter son frère en prison et apprend qu'en réalité c'est son père qui a tué sa femme, mais que Sony s'est dénoncé à sa place. Le père l'a tuée, car il a découvert qu'elle avait une liaison avec Sony et que les jumelles n'étaient en fait pas de lui. Il considère que sa femme a manipulé son fils et c'est pour cela qu'il l'a tuée. Toute l'histoire se passe dans la tête de Norah qui découvre, démêle et comprend au fur et à mesure ce qui se passe. Dans un même temps, elle est tracassée à l'idée d'avoir laissé sa fille à Jakob, qui est certes gentil mais qui ne fait pas très attention à l'éducation de leurs fillettes.[style à revoir]

## Éditions
- Marie NDiaye, Trois Femmes puissantes, Paris, Éditions Gallimard, coll. « Blanche », 2009, 316 p. (ISBN 978-2-07-078654-1)
- Marie NDiaye, Trois Femmes puissantes, Versailles, Feryane, coll. « Roman », 2010, 309 p. (ISBN 978-2-84011-935-7)Édition en gros caractères
- Marie NDiaye, Trois Femmes puissantes, Paris, Éditions Gallimard, coll. « Écoutez lire », 2010 (ISBN 978-2-07-012811-2)Narratrice : Dominique Blanc ; support : 1 disque compact audio MP3 ; 9 h 15 min environ ; référence éditeur : Gallimard A 12811.
- Marie NDiaye, Trois Femmes puissantes, Paris, Éditions Gallimard, coll. « Folio » (no 5199), 2011, 332 p. (ISBN 978-2-07-044049-8)